# Francisco Giner de los Ríos Morales
Francisco Giner de los Ríos Morales (Madrid, 30 de diciembre de 1917-Nerja, 21 de mayo de 1995) fue un escritor español, exiliado en América tras la guerra civil.

## Biografía
Nacido el 30 de diciembre de 1917 en Madrid, era hijo del arquitecto y político Bernardo Giner de los Ríos y de Elisa Morales. Cursó estudios en la Universidad Central de Madrid y en la Institución Libre de Enseñanza, donde ingresó en la Facultad de Filosofía y Letras.
Se vio involucrado personal y familiarmente en la guerra civil, donde combatió en el Ejército del Ebro, para lo cual regresó de Estados Unidos (donde se encontraba al comienzo de la guerra, pues su tío Fernando era, entonces, embajador en Washington), tomando parte de la batalla de Teruel en 1937.En estos años también participa en la fundación de la revista Floresta, gracias a lo que conoce a su futura mujer, María Luisa Díez Canedo (hija de Enrique Díez Canedo).
Partió al exilio en las postrimerías de la guerra civil y se instaló en México. Allí escribió poesía, participó en diversas publicaciones periódicas y estuvo en contacto con otros integrantes del exilio republicano español en el país. En esos años trabajó para instituciones como la Casa de España, el Colegio de México, así como colaboró con la UNAM. También estuvo en otros países del continente americano como Chile, a donde llegó en 1952 como alto funcionario de la Comisión Económica para América Latina y el Caribe (CEPAL) de Naciones Unidas. De 1963 a 1967 es nombrado subdirector de la CEPAL en México. Giner de los Ríos es nombrado director de la Oficina Ejecutiva del Instituto Latinoamericano de Planificación (ILPES) en Santiago de Chile de 1968 a 1975. Habiendo realizado su primer viaje a España en 1969, regresa definitivamente a la muerte del dictador (1975), donde colabora con el Centro Internacional de Formación de Ciencias del Ambiente (CIFCA) de Madrid (1976-1980).
Falleció el 21 de mayo de 1995 en el municipio malagueño de Nerja.